# Esther Sunday
Esther Ukpong Sunday (* 13. März 1992 in Ikot Udo Abia, Akwa Ibom) ist eine nigerianische Fußballnationalspielerin.

## Karriere

### Verein
Sunday startete ihre Karriere bei den Sunshine Queens und wechselte im Dezember 2012 zu den Pelican Stars FC. Seit dem 7. August 2014 stand Sunday beim belarussischen Erstligisten FK Minsk unter Vertrag. Bereits am 9. August 2014 gab sie ihr Debüt in der UEFA Women’s Champions League für den FK Minsk gegen den FC Zürich Frauen. Zwischen 2016 und 2021 spielte sie für verschiedene türkische Vereine, unter anderem für Konak Belediyespor, Atasehir Belediyespor und Gaziantep ALG Spor. Im September 2021 wechselte Sunday zu Dijon FCO und im Juli des darauf folgenden Jahres zu KKP Stomilanki Olsztyn. Seit dem 1. Juli 2023 spielt Sunday für BTS Rekord Bielsko-Biała.

### Nationalmannschaft
Sunday nahm 2010 und 2012 an der U-20-Fußball-Weltmeisterschaft der Frauen teil. Beim Turnier 2010 erreichte sie mit der Mannschaft Nigerias das Finale, unterlag jedoch der deutschen U-20 mit 0:2. Beim Turnier 2012 in Japan konnte sie sich mit den Falconets den vierten Platz sichern.
Im September 2014 wurde Sunday mit Vereinskollegin Onome Ebi für die Fußball-Afrikameisterschaft der Frauen 2014 berufen und qualifizierte sich mit dem Finaleinzug gegen Kamerun für die Fußballweltmeisterschaft der Frauen 2014 in Kanada.
Sie gehört auch zum Kader der Nigerianerinnen für die WM 2015 in Kanada.